# XMOS

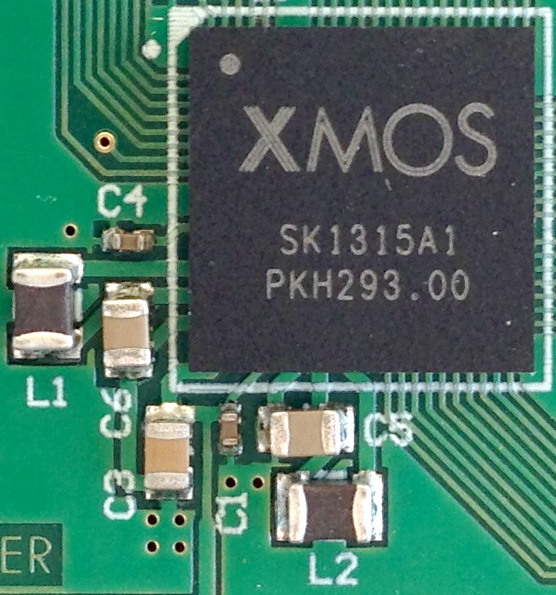
xCORE XS1-AnA processzor

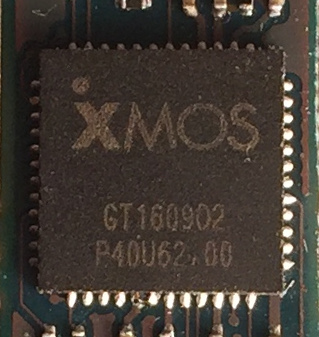
Egy XCORE-200 processzor

Az XMOS egy brit alapítású és székhelyű, saját gyártókapacitással nem rendelkező félvezetőfejlesztő cég, mely – mesterséges intelligencia (MI) alkalmazásával – leginkább a beszédfelismerés, a hangalapú vezérlés és a többmagos mikrokontrollerek területén tevékenykedik.

## Történet
Az XMOS vállalatot 2005 júliusában alapította Ali Dixon, James Foster, Noel Hurley, David May és Hitesh Mehta. Közülük többen is dolgoztam már az iparág más cégeinél, így Foster az Oxford Semiconductor korábbi vezérigazgatója, May az Inmos vezető tervezője volt, míg Hurley az ARM alkalmazásában állt. Az eredeti elgondolás az volt, hogy olyan rugalmasan programozható beágyazott platformot hozzanak létre, mely vállalkozók számára nyújt lehetőséget szellemi termékük megvalósítására, anélkül, hogy különféle egyéni alkalmazásokhoz különféle integrált áramköri elemeket (IC-ket) kelljen előre legyártatni.
A technológia alapvetően Ali Dixon szakdolgozati projektjén alapult, melynek piacképessé tételéhez és a startup megalapításához anyagi forrással járult hozzá a Bristoli Egyetem és a Wyvern kezdőtőke alap. Az "XMOS" elnevezés laza utalás az "Inmos" vállalatra, amely korábbi termékének, a Transzputernek, illetve magának a párhuzamos számítástechnikának több elgondolása is megtalálható az XMOS technológiáiban. Az XMOS az első két évében (2005-2007) egy bristoli inkubátorházban működött, ahonnan teljesen független kereskedelmi cégként került ki.
A vállalat már a kezdetektől sikeresen vont be tőkebefektetéseket, így a kezdőtőke finanaszírozásában részt vett még az Amadeus Capital Partners, a DFJ Esprit és a Foundation Capital is. Stratégiai befektetőket is megnyertek maguknak, mint például a Robert Bosch Venture Capital, a Huawei Technologies, vagy a Xilinx cégeket, mely utóbbi 2014-ben mintegy 26 millió dollárt fektetett be. A befolyt forrásból kibővítették ügyfélszolgálati tevékenységüket és felgyorsították az új gyártmány fejlesztési folyamatot. Minden befektető méltatta az új technológia nyújtotta jövőbeni lehetőségeket. 2017-ben a nagymúltú Infineon is hozzájárult a cég finanszírozásához 15 millió dollárral.
2017 júliusában az XMOS felvásárolta a hangforrások elkülönítését célzó hangalgoritmust és technológiát (Advanced Blind Source Signal Separation technology) kifejlesztő SETEM céget, mely megteremtette az alapját a hangvezérelt technológiák területére való belépésre. 2019 folyamán további 19 millió dollár tőkét sikerült bevonniuk a Harbert European Growth Capital részéről. 2023-ban pedig közös fejhallgató technológia fejlesztésre írtak alá megállapodást a Sonicallal.

## Termékek
Az XMOS többmagos mikrokontrollereit xCORE márkanév alatt forgalmazza a mai napig. A 2015-ben bemutatott második generációs xCORE-200 eszközök, típustól függően 8, 10, 12, 16, 24, illetve 32 darab 32-bites RISC-processzormagot (Core) tartalmaztak. Egy 16-magos eszköz mintegy 2000 MIPS számítási teljesítményre volt képes. A mikrokontroller többek között tartalmazott még 512 KB beágyazott SRAM-ot, USB 2.0 vezérlőt, gigabit ethernet vezérlőt. A növekvő nagyfelbontású hangtartalmak kezelésére az xCORE-200-on alapuló xCORE-AUDIO termékeket (xCORE-AUDIO Hi-Res és xCORE-AUDIO Live) dobtak piacra, melyek digitális jelfeldolgozó egységként (DSP) működtek. Ezeket a termékeket keverőpultokban, professzionális hangkártyákban és fejhallgató erősítőkben alkalmazták.
A 2020-ban bemutatott harmadik generációs termékek elsősorban az MI révén hatékonyabbá tett IoT területére fókuszált, míg a 2022-ben debütált negyedik generáció implementálta a RISC-V utasításkészletet.